# Sakoku

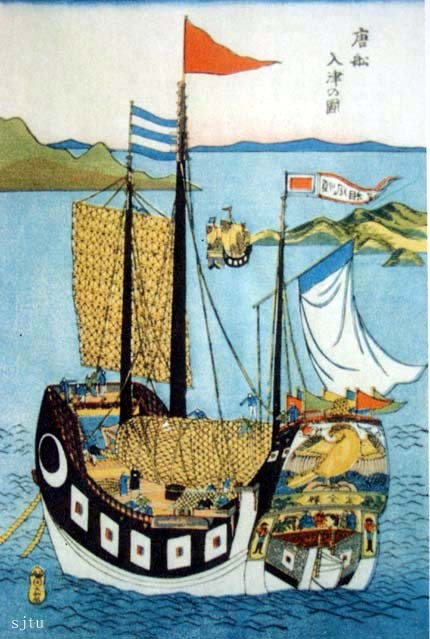
Una giunca cinese in Giappone durante il sakoku

Sakoku (鎖国? "paese incatenato" o "blindato") è il nome con cui si indica in Giappone la politica di autarchia praticata durante il periodo Edo dallo shogunato Tokugawa, iniziata con un editto dello shōgun Tokugawa Iemitsu nel 1641 ed interrotta d'imperio dal commodoro statunitense Matthew Perry per opera delle sue Navi nere nel 1853.

## Origine del nome
Il termine sakoku fu coniato nel 1801 da Shitsuki Tadao nella sua opera Sakoku-ron; la parola fu inizialmente usata da Tadao per tradurre alcune opere del viaggiatore del XVII secolo Engelbert Kaempfer sul Giappone. Prima di allora il termine più usato per indicare la politica era kaikin (海禁?, "restrizione marittima").

## Caratteristiche
La politica shogunale non isolava completamente il Paese, ma, piuttosto, regolamentava molto severamente il commercio e le relazioni estere. La severità delle norme variava localmente, perché i vari han nel regime feudale godevano di una considerevole indipendenza amministrativa. Senza un permesso scritto era però vietato l'ingresso nel Paese agli stranieri e ai giapponesi era proibito lasciarlo; per i trasgressori vigeva la pena di morte, lasciando così che i giapponesi residenti all'estero (presenti prevalentemente nel sud-est asiatico) venissero assimilati dalle popolazioni locali. Inoltre fu vietata la costruzione di navi di portata superiore a 500 koku (circa 2500 staia o 75 t), limitando così la marina mercantile giapponese ai soli vascelli costieri.
Il commercio con l'estero era consentito per cinque popolazioni attraverso quattro vie d'accesso:
- Ainu, attraverso il distretto di Matsumae nel feudo di Oshima, sull'isola di Hokkaidō;
- Coreani della dinastia Joseon, attraverso il feudo di Tsushima;
- Olandesi della Compagnia olandese delle Indie orientali, nel solo porto di Nagasaki;
- Cinesi, nel solo porto di Nagasaki;
- Il regno semi-indipendente di Ryūkyū, controllato dai daimyō del feudo di Satsuma e attraverso il quale transitavano altre merci cinesi.

Secondo Tashiro Kazui questi rapporti commerciali si dividevano in due gruppi: uno formato da Cina e Paesi Bassi, «le relazioni con le quali ricadevano sotto la giurisdizione diretta del Bakufu a Nagasaki», e uno da Corea e Ryūkyū, «che trattavano rispettivamente con i feudi di Tsushima (il clan Sō) e Satsuma (il clan Shimazu)». Questi due gruppi riflettevano un modello di ingresso e uscita delle merci; queste uscivano dal Giappone verso Corea e Ryūkyū, e attraverso questi arrivavano finalmente in Cina. I clan che gestivano questi flussi costruirono delle cittadine al di fuori del territorio giapponese, nelle quali avvenivano effettivamente gli scambi commerciali. Le merci entravano invece da un'isola poco al largo di Nagasaki, Dejima, separata dalla città da uno stretto; l'isola era considerata territorio straniero, e gli stranieri potevano accedervi liberamente, mentre i mercanti giapponesi dovevano munirsi di un permesso scritto.

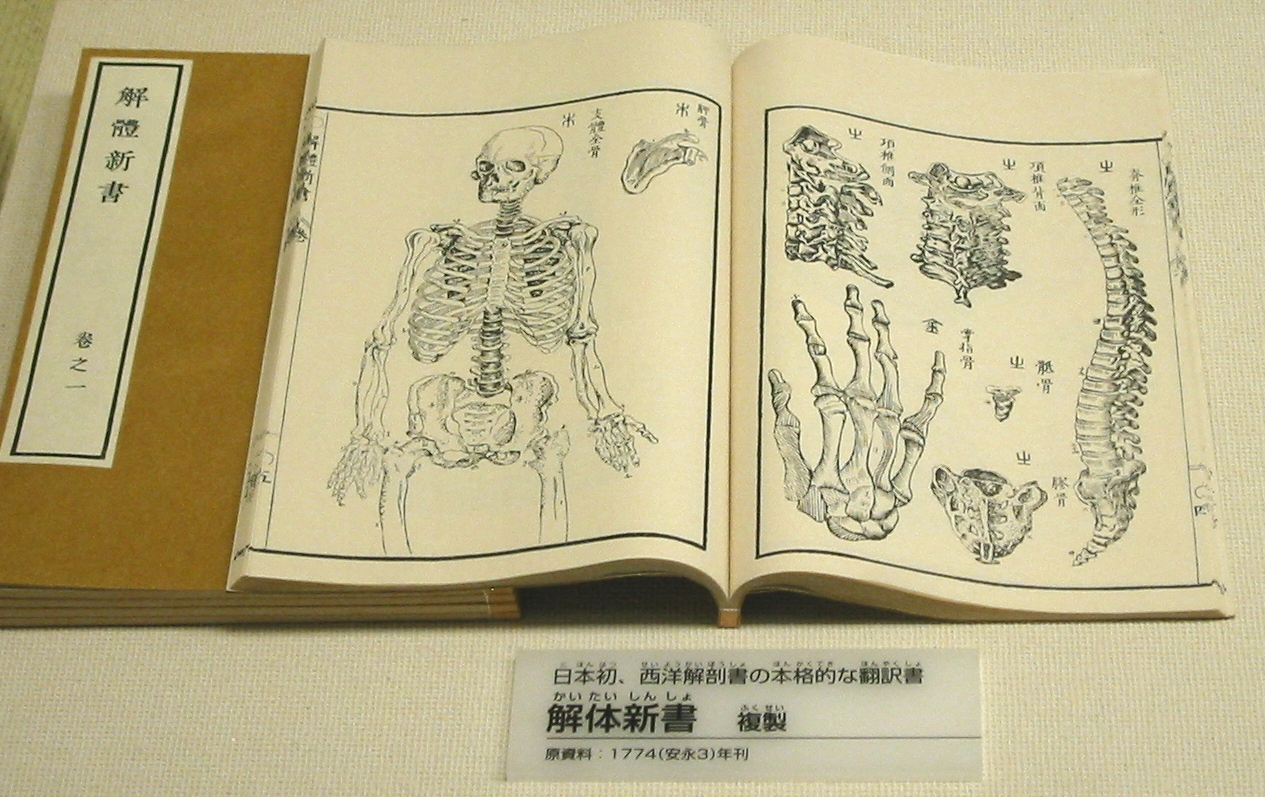
Il primo trattato giapponese sull'anatomia occidentale, un esempio di Rangaku, del 1774, oggi custodito nel Museo nazionale della scienza di Tōkyō

Tuttavia erano annualmente ammesse delle ambasciate che lasciavano Dejima per Edo, attraverso le quali la popolazione giapponese aveva comunque modo di osservare la cultura occidentale. Inoltre attraverso Dejima gli eruditi giapponesi acquistavano testi occidentali, prevalentemente in olandese, dando vita a una scuola, il Rangaku (蘭学? "studio degli olandesi") volta ad assimilare e divulgare nella società giapponese le conoscenze occidentali. I giapponesi poterono così continuare ad essere informati su ciò che accadeva all'estero. In particolare, proprio i viaggi annuali a Edo dei rappresentanti della missione olandese di Nagasaki recarono ai governanti Tokugawa notizie sull'Europa e la sua civiltà; d'altro canto, i rapporti di alcuni dei rappresentanti olandesi costituivano per l'occidente la principale fonte di informazioni sul Giappone.
Poiché, seppur fortemente limitati, i contatti con l'estero erano comunque forti e frequenti, gli studiosi moderni tendono a preferire al termine sakoku, che indica una chiusura completa, il più antico termine kaikin, derivato dal concetto cinese di hai jin.

## Motivazioni
Si crede che una delle motivazioni dietro il sakoku sia stata l'esigenza di arrestare l'influenza coloniale e religiosa di Spagna (Hidetada a quanto sembra era, come potrebbe spiegare la sua ferocia nella persecuzione del cristianesimo, terrorizzato dalla possibilità di un eventuale tentativo di conquista militare del paese) e Portogallo; il numero di giapponesi convertitisi al cattolicesimo, soprattutto nell'isola di Kyūshū, era visto dai Tokugawa come una potenziale minaccia alla stabilità dello shogunato. A rafforzare questa convinzione furono inglesi e olandesi, che accusavano i cattolici di inviare missionari come parte di una politica di colonizzazione culturale dell'Asia. L'ultima scintilla fu la rivolta di Shimabara del 1637-38, in cui i contadini si ribellarono alle politiche anticristiane dello shogunato; i missionari furono accusati di aver istigato la rivolta e furono espulsi dal Paese, istituendo la pena di morte per i missionari clandestini; cominciava così il periodo dei cosiddetti kakure kirishitan. Il sakoku venne varato poco dopo, e agli olandesi fu permesso di partecipare al commercio solo a patto di non promuovere attività missionarie.
Il sakoku però rappresentò anche un modo per controllare i flussi commerciali, prendendo le distanze dalle relazioni tributarie che a lungo avevano legato il Giappone alla Cina. Più tardi, il ministro Arai Hakuseki poté agire proprio sulle regolamentazioni del sakoku per evitare l'impoverimento minerario del Paese, poiché le risorse di argento e rame venivano esportate ma non importate. Tuttavia, sebbene le esportazioni di argento attraverso Nagasaki venissero controllate dallo shogunato fino alla sospensione completa, queste continuarono a uscire dal Paese attraverso la Corea in quantità relativamente elevate.

## Fine del sakoku

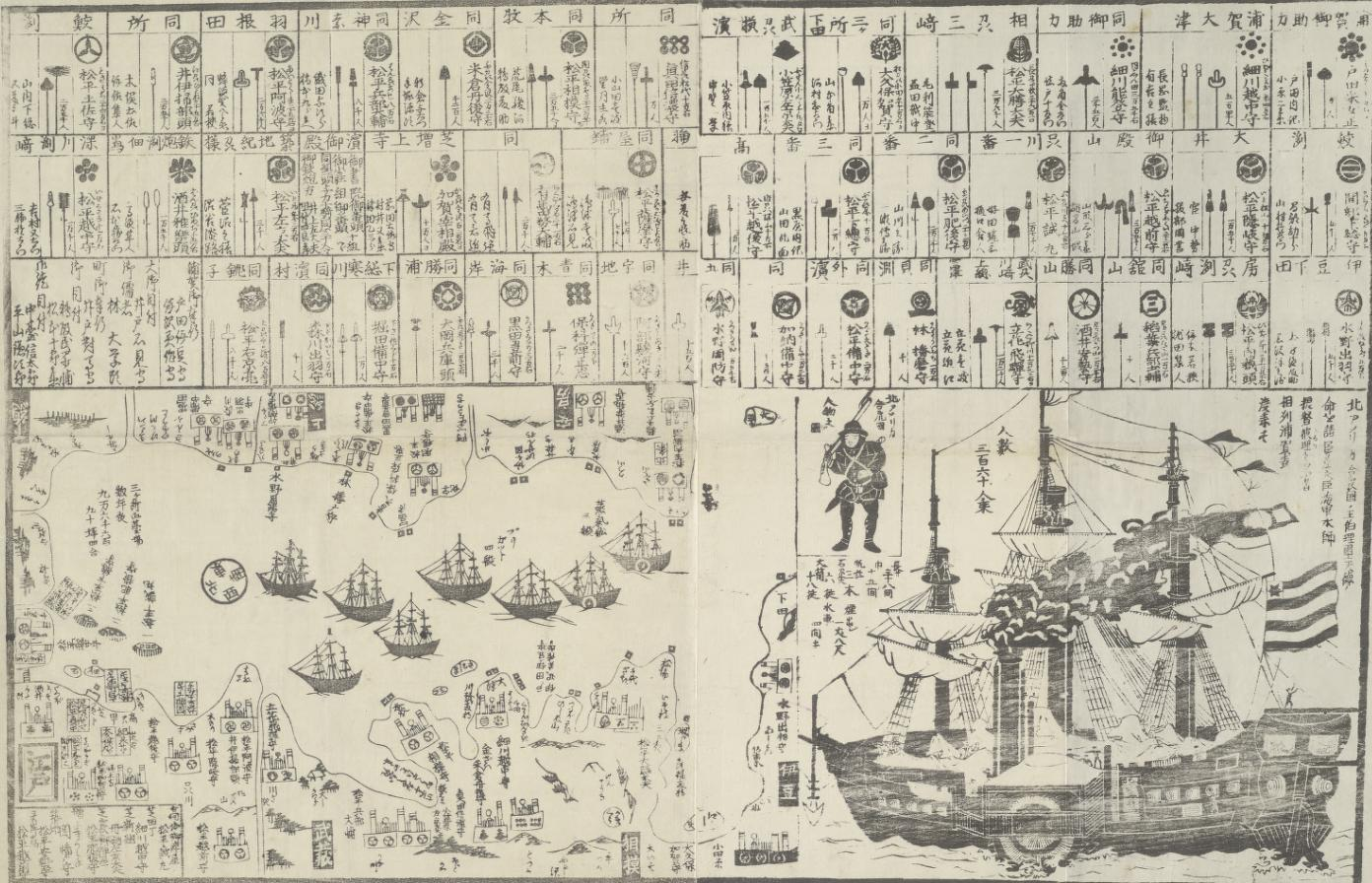
L'incursione navale del commodoro Perry in una stampa giapponese

Durante il periodo Edo, numerosi mercanti e militari di altri Paesi cercarono di rompere il sakoku; i tentativi più frequenti furono effettuati da statunitensi e britannici, più raramente russi e francesi. Nel 1842, dopo la sconfitta della Cina nelle guerre dell'oppio, il Bakufu sospese l'ordine di condanna a morte per gli stranieri sul territorio giapponese e concesse alle navi straniere il diritto di rifornirsi di carburante nei suoi porti, ma la politica isolazionista rimase complessivamente invariata fino all'8 luglio 1853, quando si verificò l'episodio delle navi nere del commodoro Matthew Perry della marina degli Stati Uniti.
Dopo che il commodoro lasciò il Paese lo shōgun Tokugawa Ieyoshi morì, e il suo successore Tokugawa Iesada si piegò alla minaccia statunitense, firmando il 31 marzo 1854 la convenzione di Kanagawa che stabiliva relazioni diplomatiche tra il Giappone e gli Stati Uniti, e il 29 luglio 1858 il trattato di Harris, che regolamentava le relazioni commerciali tra i due Paesi; quasi contemporaneamente nella trattativa si introdussero altre potenze occidentali, come i britannici, che ottennero la firma del trattato di amicizia anglo-giapponese nel 1854 e del trattato di amicizia e commercio anglo-giapponese nel 1858. Questi trattati sono noti come trattati ineguali, perché, oltre a essere stati estorti con un atto di forza, davano agli stranieri privilegi decisamente sproporzionati, come il controllo sulle tariffe d'importazione e il diritto di extraterritorialità (gli stranieri sul territorio giapponese erano così soggetti alle proprie leggi, ma non a quelle giapponesi). Leggermente meno sfavorevoli furono i trattati stipulati con altri Paesi, in primis il trattato di Shimoda firmato nel 1855 con il delegato russo Evfimij Vasil'evič Putjatin, che stabiliva i confini tra i due Paesi nelle isole più settentrionali e concedeva ai russi l'apertura di tre porti.
Dopo la rottura del sakoku il Bakufu inviò missioni diplomatiche agli altri Paesi, sia per apprendere di più sulla civiltà occidentale, sia per rivedere i trattati e ritardare l'apertura dei porti al commercio estero. La prima ambasciata negli Stati Uniti giunse nel 1860 a bordo della Kanrin Maru; in Europa ne giunsero una nel 1862 e una nel 1863; il Giappone inviò anche una delegazione all'Esposizione universale di Parigi nel 1867. Inoltre vennero inviate delegazioni indipendenti da alcuni feudatari, come quelli di Satsuma o di Chōshū. Il divieto per i giapponesi di lasciare il Paese persistette però fino alla restaurazione Meiji (1868).